# Телегон
Телегон (дав.-гр. Τηλέγονος) — син Одіссея й Кірки; за порадою матері вирушив на розшуки батька. Висадившись на березі Ітаки, почав руйнувати острів, і Одіссей виступив проти нього зі зброєю в руках. Телегон не впізнав батька і смертельно поранив його шипом ската, прикріпленим до списа замість наконечника. Так здійснилося пророцтво Тіресія, згідно з яким смерть мала спіткати Одіссея з моря тоді, коли його народ житиме щасливо. Дізнавшись, що вбив батька, Телегон відвіз тіло Одіссея додому і згодом одружився з Пенелопою. За переказом, він був засновником міст Тускулума і Пренесте (тепер Палестріна).
Міфи про Телегона стали сюжетом для «Телегонії» — епічної поеми Евгамона Кіренського.